# 미나미요네자와역
미나미요네자와역(일본어: 南米沢駅)은 일본 야마가타현 요네자와시에 위치한 동일본 여객철도 요네사카 선의 철도역이다. 단선 승강장 1면 1선의 구조를 갖춘 지상역이다.

## 이용 현황
| 승차 인원 추이 | 승차 인원 추이 |
| 연도           | 1일 평균       |
| -------------- | -------------- |
| 2000           | 417            |
| 2001           | 400            |
| 2002           | 375            |
| 2003           | 388            |
| 2004           | 435            |

## 역 주변
- 야마가타 대학 요네자와 캠퍼스

## 역사
- 1926년 9월 28일 : 요네사카 선 요네자와 - 이마이즈미 간 개통과 함께 개업.
- 1982년 3월 20일 : 무인화.
- 1987년 4월 1일 : 일본국유철도 분할 민영화에 의해, 동일본 여객철도가 승계.
- 2011년 5월 : 신 역사 완성.

## 인접 역
| 동일본 여객철도 요네사카 선 | 동일본 여객철도 요네사카 선 | 동일본 여객철도 요네사카 선 |
| --------------------------- | --------------------------- | --------------------------- |
| 요네자와 요네자와 방면      | ■ 요네사카 선               | 니시요네자와 사카마치 방면  |